# Ninox
Ninox é um gênero de aves.

## Espécies
- N. affinis
- N. boobook
- N. burhani
- N. connivens
- N. forbesi
- N. hypogramma
- N. ios
- N. japonica
- N. jacquinoti
- N. meeki
- N. natalis
- N. novaeseelandiae
- N. obscura
- N. ochracea
- N. odiosa
- N. philippensis
- N. punctulata
- N. randi
- N. rudolfi
- N. rufa
- N. scutulata
- N. squamipila
- N. strenua
- N. sumbaensis
- N. superciliaris
- N. theomacha
- N. variegata